# Heterusia morvula
Heterusia morvula là một loài bướm đêm trong họ Geometridae.